# Pectis pimana
Pectis pimana là một loài thực vật có hoa trong họ Cúc. Loài này được Laferr. & D.J.Keil mô tả khoa học đầu tiên năm 1991.